# Nikão
Maycon Vinicius Ferreira da Cruz (Belo Horizonte, 29 de julio de 1992) conocido como Nikão, es un futbolista brasileño que juega en el São Paulo como centrocampista ofensivo.

## Carrera
Habiendo hecho las juveniles en Mirassol y Santos, Nikão se trasladó al Atlético Mineiro el 16 de abril de 2010. Hizo su debut en la Serie A el 10 de octubre, entrando como sustituto en el segundo tiempo de Renan Oliveira en una derrota por 0-1 contra Internacional.
Después de aparecer raramente Nikão fue cedido al Vitória, en la Serie B. Posteriormente representó a Bahia, Ponte Preta, América Mineiro y Ceará, todos en acuerdos temporales.
El 14 de enero de 2015, Nikão firmó un contrato de tres años con el Athletico Paranaense.
Nikao se convirtió en uno de los referentes del equipo principalmente 
debido a las conquistas de las Copa Sudamericana 2018 y 2021, así como también la Copa de Brasil 2019, la Copa Suruga Bank 2019 y la obtención de otros 4 Campeonato Paranaense

## Palmarés

### Campeonatos regionales
| Título                | Equipo               | Región | Año  |
| --------------------- | -------------------- | ------ | ---- |
| Campeonato Cearense   | Ceará SC             | Ceará  | 2014 |
| Campeonato Paranaense | Athletico Paranaense | Paraná | 2016 |
| Campeonato Paranaense | Athletico Paranaense | Paraná | 2018 |
| Campeonato Paranaense | Athletico Paranaense | Paraná | 2019 |
| Campeonato Paranaense | Athletico Paranaense | Paraná | 2020 |

### Campeonatos nacionales
| Título         | Equipo               | País   | Año  |
| -------------- | -------------------- | ------ | ---- |
| Copa do Brasil | Athletico Paranaense | Brasil | 2019 |
| Supercopa Rei  | São Paulo FC         | Brasil | 2024 |

### Campeonatos internacionales
| Título                     | Equipo               | Sede       | Año  |
| -------------------------- | -------------------- | ---------- | ---- |
| Copa Sudamericana          | Athletico Paranaense | Curititba  | 2018 |
| Copa J.League-Sudamericana | Athletico Paranaense | Hiratsuka  | 2019 |
| Copa Sudamericana          | Athletico Paranaense | Montevideo | 2021 |